# Château de Venière
Le château de Venière est situé sur la commune de Boyer en Saône-et-Loire, sur une terrasse dominant la Saône.

## Description
Le château de Venière était  composé de pavillons de diverses hauteurs, couverts de toits aigus, et entouré de jardins dont il reste une belle allée de tilleuls et un puits.
Le corps principal du château actuel, de plan rectangulaire, est flanqué de deux tours plus élevées d'un demi-étage, mais dépourvues d'étage de comble. Elles sont coiffées de hautes toitures coniques. Des chaînes en bossage en table soulignent les angles du bâtiment et de l'avant-corps central d'une travée que couronne, entre deux boules d'armortissement, une lucarne sculptée. Les fenêtres du rez-de-chaussée sont munies de balustrades. Un escalier de pierre en fer à cheval précède l'avant-corps central. Dans la salle à manger on a remonté une cheminée néorenaissance de l'ancien château.
Le château, propriété privée, ne se visite pas.

## Historique
- 1408 : Étienne de Barrin de Champrond est propriétaire des lieux
- 1568 : la terre échoit aux Galland
- XVIIe siècle : la terre fait partie des biens du chapitre de Chalon
- période révolutionnaire : le domaine est cédé comme bien national à un nommé Passaut
- XIXe siècle : les héritiers du précédent revendent l'ensemble à Claude-Jules-Émile de Franc
- 1862 : le précédent démolit le château et fait édifier la demeure actuelle
- 1895 : la propriété passe par mariage à la famille de Froissard de Broissia
- 1956 : la propriété passe par mariage à la famille des Boscs

### Armoiries
- de Froissard de Broissia : D'azur au cerf passant d'or
- des Boscs : " ''D'or à trois chênes de sinople sur une terrasse de même "